# 烏蔓洞駅
烏蔓洞駅（オマンドンえき）は朝鮮民主主義人民共和国慈江道狼林郡に位置する朝鮮民主主義人民共和国鉄道省江界線の駅である。

## 隣の駅
江界線
下新院駅 - 烏蔓洞駅 - 狼林駅